# ヌルラン・バルギンバエフ

ヌルラン・バルギンバエフ

ヌルラン・バルギンバエフ（1947年11月20日 - 2015年10月14日）は、カザフスタンの政治家。元首相。

## 経歴
グリエフ市出身。1973年、V.I.レーニン名称カザフ工科大学卒業。大学卒業後、公団「マングィシュラク・ネフチ」で働く。
- 1973年～1977年 - 公団「マングィシュラク・ネフチ」の地下ポーリング修理オペレータ、採油オペレータ、職長、先任技師
- 1977年～1981年 - 公団「エンバンネフチ」の生産サービス基地副長、「ジャイクネフチ」の主任技師
- 1981年～1986年 - 公団「アクチュビンスクネフチ」の主任技師
- 1986年～1991年 - 「グラヴネフチェガスペレラボトキ」副長、ソ連石油・ガス産業省採油総局副総局長
- 1992年～1993年 - マサチューセッツ大学の聴講生
- 1993年～1994年 - 石油会社「シェヴロン」（アメリカ、サンラモン市）のコンサルタント
- 1994年10月～1997年3月 - 石油・ガス産業相
- 1997年3月～10月 - 閉鎖型株式会社「国営石油会社「カズアオホイル」」社長[3][4]
- 1997年10月10日～1999年10月1日 - 首相[2]
- 1997年11月～1998年8月 - 国家安定発展会議議員
- 1999年10月～2002年2月 - 「カズアホイル」社長
- 2002年4月～ - 株式会社「カザフスタン石油投資会社」社長
- 2007年12月6日～ - 2009年11月19日、大統領顧問[3]。
- 2008年2月21日～2009年11月19日、カスピ海資源利用問題担当特別代表。
- 2009年12月～ - イタリアのEni社との共同プロジェクト実現組織事務局長[4]。
- 2015年10月14日 - アティラウにて癌により死去(享年67)[1]。

## パーソナル
妻帯、1男1女を有する。カザフスタン国立技術大学の名誉教授。
二等「バルィス」勲章を受章。